# Milan Richter
Milan Richter (* 25. Juli 1948 in Bratislava) ist ein slowakischer Schriftsteller, Dramatiker, Übersetzer und Verleger.

## Leben
Richter stammt aus einer slowakisch-mährischen jüdischen Familie, die im Holocaust fast vernichtet wurde. Seine Kindheit verbrachte er im Dorf Unín unweit der slowakisch-mährischen/tschechischen Grenze, wo die Richter-Familie seit mehreren Jahrhunderten gelebt hatte. Von 1963 bis 1967 besuchte er die Ökonomische Mittelschule für Außenhandel in Bratislava, und ab 1967 die Komenský-Universität, wo er Germanistik und Anglistik studierte. Er absolvierte auch einen Teil seines Nordistik-Studiums dort. 1985 promovierte er zum Dr. phil.
Er arbeitete als Sprachredakteur und Verlagslektor in zwei Verlagen und ab 1981 freiberuflich. Richter widmete sich 11 Jahre lang ausschließlich der Übersetzung literarischer Texte, vor allem der Romane aus dem Deutschen, Englischen und Schwedischen. 1984 war er Goethe-Stipendiat in Weimar, wo er die Sekundärliteratur für seine Faust-Übersetzung studierte. Im Frühling 1990 verbrachte er einige Monate als Fulbright Research Scholar an der UCLA in Los Angeles, USA. Ab Herbst 1992 verbrachte er fast drei Jahre im diplomatischen Dienst (ab Januar 1993 im Außendienst der Slowakei), und zwar in Oslo, Norwegen, wo er als Chargé d’Affaires a. i. der Slowakei diente, akkreditiert auch für Island. Während seiner Tätigkeit in diesen Ländern kam es im Mai 1994 zum ersten Staatsbesuch eines nordischen Staatsoberhauptes (Islands Präsidentin Vigdís Finnbogadóttir) in der Slowakei.
Von Herbst 1995 bis Ende 2002 arbeitete er im neugegründeten Slowakischen Literaturzentrum, wo er die Abteilung SLOLIA (Slovak Literature Abroad) und die Zeitschrift Slovak Literary Review/Revue der slowakischen Literatur (SLR) gründete. Er leitete SLOLIA und SLR, bis er seinen eigenen Verlag MilaniuM gründete, in dem er vor allem slowakische Lyrik, Prosa und Poesie skandinavischer Autoren, österreichische und deutsche Lyrik, sowie ausgewählte Gedichte von Autoren aus Israel, Luxemburg, Rumänien, Taiwan, Tschechien, Irland und den USA veröffentlicht.
2006 und 2007 war er Rilke-Stipendiat in Raron, Oberwallis, Schweiz. 2011 verbrachte er als Stipendiat der Goethe-Gesellschaft drei Monate in Weimar. Auf Einladung der Österreichischen Gesellschaft für Literatur sammelte er 2004 und 2005 in Wien Materialien und Texte für eine Anthologie österreichischer Lyrik.
Milan Richter litt in den Jahren 1977 bis 1986 unter einem inoffiziellen Publikationsverbot (es galt vor allem seinen Gedichtbänden) und durfte bis 1987 nicht Mitglied des Slowakischen Schriftstellerverbandes werden.

## Werk
- Abendspiegel (1973, Vecerne zrkadla), Gedichtband
- Korbatschen (1975, Korbace), Gedichtband
- Blütenstaub (1976, Pel), Gedichtband
- Der sichere Ort (1987, Bezpecne miesto), Gedichtband
- Die Wurzeln in der Luft (1992, Korene vo vzduchu), Gedichtband (Gedichte über/gegen Unfreiheit)
- Hinter den samtenen Vorhängen (1997, Spoza zamatovych opon), Gedichtband
- Der Engel mit schwarzem Gefieder (2000, Anjel s ciernym perim), Gedichtband
- Der niedergerissene Tempel in mir (2002, Vo mne zburany chram/The Wrecked Temple in Me), Gedichtband in 3 Sprachen (mit dem Thema Holocaust und jüdisches Schicksal)
- Geheimnisse sperrangelweit (2008, Tajomstva dokoran), Ausgewählte Gedichte (mit einem neuen Gedichtzyklus)
- Jahrhundert, die grausame Hundert-Augen-Kreatur (2019, Storocie, krute stoocie)

### Gedichtbände in anderen Sprachen
Die Wurzeln in der Luft (1992), Horn, Österreich; Roter i lufta (1996), Oslo, Norwegen; Five Seasons of Life (1998 – in 6 Sprachen), Bratislava; Vremeto, koeto razdava udari (1999), Sofia, Bulgarien; Fünf Jahreszeiten (2002), Prag; Massaker in Beirut (2002 – Auswahl von Antiregime-Gedichten auf Arabisch), Homs, Syrien; Par-dessus l´épaule du poeme (2005), Esch-sur-Alzette, Luxemburg; Der Engel mit schwarzen Flügeln (2005), Jerusalem, Israel; El silencio de los árboles en Hyde Park (2007), Barcelona, Spanien, Lebendige Steine aus dem Boden eines Sees (2010), Taipei, Taiwan; Der Engel mit schwarzem Gefieder (2005), Struga, Mazedonien; Der Tod zu Besuch (2019), Taipei, Taiwan; Gesehen im Schnee (2019), Belgrad, Serbien.

### Drama
- Kassiber aus Kafkas Höllenparadies (2006, Z Kafkovho Pekloraja) – übersetzt ins Deutsche, Englische, Spanische, Norwegische, Serbische, Belarussische, Bulgarische und Türkische; publiziert in der Theaterzeitschrift ADE Teatro (Madrid, Frühling 2009), Naš trag (Serbien, 2010) und Vesni (Bulgarien 2011)
- Kafkas zweites Leben (2007, Kafkov druhý život) – übersetzt ins Deutsche, Englische, Spanische, Serbische, Belarussische, Bulgarische und Türkische; publiziert in der Theaterzeitschrift ADE Teatro (Madrid, Frühling 2009) und in der Zeitschrift Naš trag (Serbien, 2009)

Beide Stücke über Kafka wurden im Jan-Palarik-Theater, Trnava im Februar 2007 als szenische Lesung uraufgeführt.
- Beide Kafka-Stücke wurden unter dem Titel Kafka & Kafka mit einem Essay von I. Čičmanec in Serbien (2013) und als Kafka ve Kafka in der Türkei (Ankara, 2014) in Buchform herausgegeben. Slowakisch erschienen als Buch Kafka und Kafka  2016.
- Das kurze, unglückliche Leben von Marilyn Monroe (2013, Krátky nešťastný život Marilyn Monroe) – ein Theaterstück mit 11 Personen (darunter MM, Norma Jeane, ihre Mutter, ihr Ex-Ehemann Joe DiMaggio, ihr Psychoanalytiker Dr. Greenson, ihre Liebhaber JFK und sein Bruder Robert) über die fiktive Ermittlung von Marilyn Monroes mysteriösem Tod. Übersetzt ins Englische, Serbische, Türkische, Rumänische und als Buch herausgegeben in der Türkei (Istanbul 2015) und in Rumänien (2016). Slowakische Ausgabe im Sommer 2017.
- Wer tötete Marilyn Monroe? (2013, Rundfunk-Dokuthriller, gesendet im Januar 2014 im Radio Slovensko)
- Gute Taten retten die Welt (2018, Dobré činy zachraňujú svet) – edukatives Stück über B. Björnson

## Übersetzungen und Nachdichtungen
Milan Richter hat ungefähr 62 Bücher und 14 Theaterstücke aus dem Deutschen, Englischen, Schwedischen, Norwegischen, Dänischen, Tschechischen übersetzt, sowie (in Zusammenarbeit mit einer Hispanistin und einer Sinologin) aus dem Spanischen und Chinesischen. Außerdem hat er Gedichte, Prosa und Essays von vielen Autoren übersetzt (z. B. von A. Ginsberg, D. Levertov, J. Updike, S. Heaney, P. Celan, F. Mayröcker, A. Kolleritsch, W. Kirsten, P. Bichsel, A. Koltz, B. Carpelan, S. Dagerman, M. Larsen, T. Viljálmsson, M. Johannesen), die in slowakischen Tageszeitungen, literarischen Zeitschriften und in Anthologien veröffentlicht wurden oder im Rundfunk und Fernsehen gesendet wurden, bzw. die bei literarischen Veranstaltungen in der Slowakei gelesen wurden. Richter übersetzte Gedichte von zirka 30 Autoren (z. B. von V. Braun, J. Rennert, R. Pietraß, B. Struzyk, B. Wagner, T. Bjørnvig, I. Malinovski, K. Rifbjerg, P. Borum, S. Kaalø, B. Andersen, H. Nordbrandt, P. Brekke, S. Mehren, J. E. Vold, G. Pollen), die in den Anthologien der jungen Lyrik aus der DDR und der Lyrik aus Dänemark und Norwegen in den Jahren 1987, 1991 und 1992 erschienen sind. Er übersetzte auch Gedichte einiger Autoren ins Tschechische und veröffentlichte sie in der Literaturzeitschrift Svetova literatura und in der literarischen Beilage der Wochenzeitung Tvorba (Prag) unter einem Pseudonym. Er übersetzte Gedichte mehrerer slowakischer Dichter (auch seine eigenen) ins Deutsche und veröffentlichte sie in den Zeitschriften Akzente (München) und Lichtungen (Graz).

### Übersetzungen und Nachdichtungen / Lyrik
- Ausgewählte Gedichte von: Emily Dickinson (1983, 2009), Artur Lundkvist (1987), Pablo Neruda (1988), Ernest Hemingway (1988), Ernesto Cardenal (1990), Erik Lindegren (1991), Ernst Jandl (1993), Peter Paul Wiplinger (1994), Tomas Tranströmer (1996), Knut Ødegård (1996, 2011), Kjell Espmark (1998), Gerhard Kofler (1998), Germain Droogenbroodt (1998), Rainer Maria Rilke (1999) / Ausgewählte Gedichte, 2003 / Duineser Elegien u. etliche Requiems, 2006 / zweisprachig: Die Weise von Liebe und Tod des Cornets Christoph Rilke, 2012 / Ausgewählte Gedichte, Östen Sjöstrand (2000), Pia Tafdrup (2000), Maria Wine (2001), Tuvia Rübner (2002), Harry Martinson (2004), Jana Štroblová (2005), E. Södergran (2007), Yu Hsi (2008), Kahlil Gibran (2008), Volker Braun (2012), Pia Tafdrup (2015 / Tarkovskijs Pferde), Kahlil Gibran (Der Prophet, Der Garten des Propheten), Eva Ström (2017), Richard Pietrass (2020)
- Anthologien: Das Auge des Entdeckers (5 Lyriker aus der BRD: E. Meister, G. Herburger, N. Born, R. D. Brinkmann, M. Krüger – 1988), Stimmen und Schweigen des Altweibersommers (schwedische Lyrik des 20. Jahrhunderts, 33 Lyriker – 1999), Linien des Lebens (moderne dänische Lyrik – übersetzte Gedichte von zirka 10 Autoren, 1991), Die Landschaft mit zwei Sonnen (moderne norwegische Lyrik – übersetzte Gedichte von zirka 10 Autoren, 1992), Offene Tore in der Mauer der Zeit (11 moderne israelische Dichter – von Tuvia Rübner bis Tal Nitzan, 2019)
- Gesammelte Gedichte: Tomas Tranströmer (2001)

### Übersetzungen / Prosa
- Ray Rigby, Sigrid Undset, Artur Lundkvist, Hanns Cibulka, Peter Härtling, Rolf Hochhuth, John Cheever, Robert Walser, Oskar Maria Graf, Lars Gustafsson, Dag Hammarskjöld, Jostein Gaarder, Franz Kafka, Per Wästberg, Per Olov Enquist, u. a.

### Übersetzungen / Kinderbücher
- Oscar Wilde: The Happy Prince (1988, 1998), Hans Christian Andersen: Märchen (1997, 2005), Jostein Gaarder: I et speil, i en gate (1998), Hans Christian Andersen: Wilde Schwäne (2002), Basar eines Märchenerzählers – Andersen bekannt und unbekannt (mit Essays von M. Richter, 2005), u. a.

### Übersetzungen / Drama
- Lope de Vega: Der Hund des Gärtners (1979) – zusammen mit M.Biskupicova (Slowakisches Fernsehen)
- Rolf Hochhuth: Tod eines Jägers (1981, Slowakisches Fernsehen, Slowakischer Rundfunk)
- Ferdinand Bruckner: Napoleon I (1984, Das slowakische Nationaltheater, Bratislava)
- Per Olov Enquist: Aus dem Leben der Regenwürme (1988, Das slowakische Nationaltheater, Bratislava, Kleine Szene)
- Ödön von Horváth: Geschichten aus dem Wiener Wald (1990, Andrej-Bagar-Theater in Nitra)
- Elias Canetti: Die Hochzeit (1993, Das slowakische Nationaltheater, Bratislava)
- Nikoline Werdelin: Die Liebhaber (2003–3013, Astorka-Theater in Bratislava)
- Johann Wolfgang Goethe: Urfaust (2006, Jan-Palarik-Theater in Trnava, Aha-Theater Bratislava), Buchausgabe 2000
- Per Olov Enquist: Die Bildermacher (2007, Andrej-Bagar-Theater in Nitra)
- Per Olov Enquist: Nacht der Tribaden (2009, Aha-Theater in Bratislava)
- Johann Wolfgang Goethe: Faust I,II (vom Regisseur ausgewählte Szenen) (2009, Das slowakische Nationaltheater, Bratislava)
- Per Olov Enquist: Theaterstücke (Nacht der Tribaden, An Faidra, Aus dem Leben der Regenwürme, Schwestern, Der magische Kreis) – 2012 Theater-Verlag in Bratislava
- Elfriede Jelinek: Rechnitz (Der Würgeengel), in: Hry (Theaterstücke), 2014 Theater-Verlag in Bratislava
- Johann Wolfgang Goethe: Der kleine Faust (Urfaust und ausgewählte Szenen aus Faust I, 2015)

#### Übersetzungen / Oper/Libretti
- Richard Wagner: Lohengrin (Das slowakische Nationaltheater, Bratislava 2013)

## Auszeichnungen und Preise (Auswahl)
- Ehrendoktorat der Literatur (World Academy of Arts and Council – beim Weltkongress der Dichter in Haifa, Israel, 1992)
- Übersetzungspreis der Schwedischen Akademie (1999)
- Jan-Holly-Übersetzungspreis (2001) – Urfaust von J. W. Goethe
- Zora-Jesenska-Übersetzungspreis (2002) – Zwischen Allegro und Lamento von T. Tranströmer
- Das goldene Ehrenzeichen für Verdienste um die Republik Österreich (2002) – verliehen vom österreichischen Bundespräsidenten
- Der königliche norwegische Verdienstorden – Ritter der 1. Klasse (2008) – verliehen vom norwegischen König
- Jan-Holly-Übersetzungspreis (2009) – Der Prophet von Kh. Gibran
- Björnson-Preis 2010 – verliehen von der Björnstjerne-Björnson-Akademie in Molde, Norwegen
- Kathak Literary Award (Bangladesh, 2016)
- Preis der Assoziation der Schriftstellerorganisationen der Slowakei 2017 für sein Buch „Kafka und Kafka“
- Prämie des Slowakischen PEN-Zentrums 2018 für sein Buch „Das kurze unglückliche Leben von Marilyn Monroe“
- Preis  des Slowakischen PEN-Zentrums 2020 für seinen Gedichtband „Jahrhundert, die grausame Hundert-Augen-Kreatur“
- Goldener Stift des Verlags Ikar 2019 für seinen Gedichtband „Jahrhundert, die grausame Hundert-Augen-Kreatur“

## Mitgliedschaften und Ämter
In den Jahren 1989–1992 und 2000–2002 war er Mitglied und später Vizepräsident des Slowakischen P.E.N. Seit 1996 ist er Mitglied des Klubs der unabhängigen Schriftsteller (der Slowakei). Seit 1997 Mitglied der Grazer Autorenversammlung (Wien), 1999–2010 in mehreren Gremien des WAAC (World Academy of Arts and Culture) tätig, in den letzten Jahren als dessen erster Vizepräsident. Er war vier Jahre lang Vorsitzender der Slowakischen Gesellschaft literarischer Übersetzer (1999–2003) und in den Jahren 2002–2005 Mitglied des FIT-Rates (Fédération Internationale des Traducteurs). 2004–2005 gehörte er zu den fünf Juroren des International IMPAC Dublin Literary Award. 2004 wurde er Mitglied der Akademie an der Grenze (Österreich), 2005 Mitglied der Bjørnstjerne-Bjørnson-Akademie in der norwegischen Stadt Molde, 2007 ständiges Mitglied der Europäischen Akademie der Poesie in Luxemburg bis zu deren Auflösung 2011. Seit 2011 ist er Mitglied der Goethe-Gesellschaft in Weimar. Von November 2013 bis November 2016 war er Vorsitzender des Klubs der unabhängigen Schriftsteller der Slowakei. Seit Januar 2017 bis Oktober 2020 war er Präsident des Slowakischen PEN-Zentrums.
Richter organisierte 1998 den 18. Weltkongress der Dichter in Bratislava und von 2000 bis 2011, sowie seit 2018 das Internationale literarische Ján-Smrek-Festival. 2007 gründete er das Festival Kafkas Matliary und leitete dieses jährliche Treffen slowakischer und ausländischer Kafka-Forscher sowie Autoren in der Hohen Tatra, in Bratislava u. anderen Städten in den Jahren 2007–2009, sowie in den Jahren 2014–2016 und im Jahr 2022.